# 1. PBC Brambauer
Der 1. PBC Brambauer (offiziell: 1. Pool Billard Club Brambauer 1978 e.V.) war ein 1978 gegründeter Billardverein aus Lünen.

## Geschichte
Der 1. PBC Brambauer wurde 1978 im Lüner Ortsteil Brambauer gegründet. In der Saison 1998/99 erreichte er in der 2. Bundesliga mit nur einer Saisonniederlage den ersten Platz und stieg damit in die 1. Bundesliga auf. 1999 gewann er zudem durch einen Finalsieg gegen den BC Siegtal 89 den deutschen 8-Ball-Pokal. In der Saison 1999/2000 kam er in der 1. Bundesliga auf den sechsten Platz. Zwei Jahre später erreichte der PBC Brambauer mit dem vierten Platz sein bestes Ergebnis in der Bundesliga. Anschließend wurde die Bundesligamannschaft jedoch abgemeldet und der Verein spielte fortan in der Oberliga Westfalen, aus der er mit dem zwölften Platz in der Saison 2002/03 abstieg.
Im August 2009 fusionierte der 1. PBC Brambauer mit dem BC Black Ball Lünen zum 1. PBC Lünen 78/09. Dieser stieg in seiner ersten Saison aus der Oberliga ab. 2012 gelang als Zweitplatzierter der Verbandsliga die Rückkehr in die Oberliga, in der man in der Saison 2013/14 auf den dritten Platz kam. Im Sommer 2015 wurde der 1. PBC Lünen 78/09 wiederum in 1. PBC Brambauer umbenannt. In der Saison 2015/16 schaffte man als Zweitplatzierter den Aufstieg in die Regionalliga.

### Platzierungen seit 2009
| Saison  | Liga (Spielklasse)     | Platz |
| ------- | ---------------------- | ----- |
| 2009/10 | Oberliga Westfalen (4) | 11    |
| 2010/11 | WPBV Verbandsliga (5)  | 5     |
| 2011/12 | WPBV Verbandsliga (5)  | 2     |
| 2012/13 | Oberliga Westfalen (4) | 7     |
| 2013/14 | Oberliga Westfalen (4) | 3     |
| 2014/15 | Oberliga Westfalen (4) | 4     |
| 2015/16 | Oberliga Westfalen (4) | 2     |
| 2016/17 | Regionalliga Nord (3)  |       |

## Aktuelle und ehemalige Spieler
(Auswahl)
- Robin Bischof
- Patrick Günther
- Jörn Kaplan
- Christian Keidel
- Maico Kollmeyer
- Hans Joachim Selzer
- Sebastian Stanek